# ديانا لوكاس
ديانا لوكاس (بالبرتغالية: Diana Lucas‏) هي مغنية برتغالية، ولدت في 6 ديسمبر 1986.